# جی اف ویلارئال (تگزاس)
جی اف ویلارئال (به انگلیسی: JF Villarreal) یک منطقهٔ مسکونی در ایالات متحده آمریکا است که در تگزاس واقع شده‌است. جی اف ویلارئال ۱۰۴ نفر جمعیت دارد.